# 신촌동 (서울)
신촌동(新村洞)은 서울특별시 서대문구의 행정동 및 법정동이다. 법정동 신촌동은 대신동, 봉원동에 의해 연세대 및 신촌기차역 일대와 금화터널 인근의 두 지역으로 분리되어 있는 것이 특징이며, 금화터널 인근 지역은 2008년까지 행정동 대신동에 속해있었다.

## 유래
조선시대에 한성부 북부(西部) 연희방(延禧坊)에 속하였다. 1914년 행정구역 통폐합에 따라 연희방 새터말이 경기도 고양군(高陽郡) 연희면에 편입되면서 고양군 신촌리가 되었다가 1936년 1월 경성부의 지역 확장으로 경성부에 편입되어 일본식 지명인 신촌정이 되었다.
1940년 7월 경성부 북부출장소 신촌정, 1943년 6월 경성부 서대문구역소 신촌정, 1945년 10월 구제(區制) 실시로 신설된 서대문구 신촌정이 되었다. 1946년 10월 일제 잔재 청산의 일환으로 정(町)을 동(洞)으로 고칠 때 신촌동이 되었다.
대골, 홍부뒷골 등의 자연마을, 버리고개, 알젓고개 등의 고개가 있었다. 버리고개는 수경원(綏慶園), 즉 장헌세자의 생모 영빈이씨 무덤의 주룡(主龍)이므로 이 고개를 넘어가는 사람은 불경죄로 벌을 받았다는 데서 명칭이 유래한다. 신촌동 명칭은 조선시대 ‘새터말’이라 부르던 것을 한자명으로 ‘신촌’이라 표기한 데서 유래되었다. 

## 역사
- 2008년 5월 6일 신촌동, 행정동 대신동과 창천동을 통합

## 연혁
| 2008.5.6   | 대신동과 창천동이 통합하여 신촌동으로 명칭변경(조례 제765호)                                   |
| 1962.12.28 | 대신동 신설                                                                                    |
| 1946       | 현재의 대현동, 대신동, 봉원동, 신촌동으로 명명                                                 |
| 1914       | 경기도 고양군 연희면, 대현리와 신촌리, 봉원리가 1936년 경성부 대현정과 신촌정, 봉원정으로 변경 |

## 행정 구역
행정동 신촌동은 법정동 신촌등을 포함한 5개 법정동을 관할 구역으로 한다.
| 법정동 | 행정동 |
| ------ | ------ |
| 대현동 | 신촌동 |
| 대신동 | 신촌동 |
| 신촌동 | 신촌동 |
| 봉원동 | 신촌동 |
| 창천동 | 신촌동 |

## 명소
- 신촌
- 연세로 차없는거리